# Kalimas (Randudongkal)
Kalimas is een bestuurslaag in het regentschap Pemalang van de provincie Midden-Java, Indonesië. Kalimas telt 6602 inwoners (volkstelling 2010).